# ووژتسه (استان پودلاسکی)
ووژتسه (به لاتین: Łozice) یک روستا در لهستان است که در گمینا خاینووکا واقع شده‌است. ووژتسه ۴۰ نفر جمعیت دارد.